# Setodes guttatus
Setodes guttatus är en nattsländeart som först beskrevs av Banks 1900.  Setodes guttatus ingår i släktet Setodes och familjen långhornssländor. Inga underarter finns listade i Catalogue of Life.